# Хомичева, Антонина Георгиевна
Антонина Георгиевна Хомичева (26 мая 1947) — передовик советской лёгкой промышленности, швея-мотористка Косинской трикотажной фабрики Министерства текстильной промышленности РСФСР, город Москва, полный кавалер ордена Трудовой Славы (1986).

## Биография
Родилась 26 мая 1947 года в посёлке Быково Раменского района Московской области в русской семье рабочих. Детство проходило в селе Верея, а позже переехали со всей семьёй в село Косино. Завершила обучение в школе в Люберцах. Продолжила учиться в вечерней школе, окончила 11 классов.
Работать начала в 1963 году, трудоустроившись на Косинскую трикотажную фабрику ученицей швеи. Бригада учениц занималась пошивом шапок, детских жилеток и носков. Уже через год стала работать самостоятельно швеёй-закройщицей. Освоила более пяти видов различных швейных машинок, умела выполнять все виды операций по пошиву одежды. Могла подменить любого из сотрудников.
В 1967 году ей доверили возглавить бригаду у кеттельных машин. С этой должности вышла в декретный отпуск, вернувшись вновь стала трудится швеёй-мотористкой. Добивалась высоких производственных результатов. Её опыт транслировался как пример для молодых работников швейного производства. С 1969 года член КПСС.
Указом Президиума Верховного Совета СССР от 21 апреля 1975 года была награждена орденом Трудовой Славы III степени.
Указом Президиума Верховного Совета СССР от 17 марта 1981 года была награждена орденом Трудовой Славы II степени.
В одиннадцатой пятилетки сумела выполнить одиннадцать годовых заданий.
Указом Президиума Верховного Совета СССР от 23 мая 1986 года за успехи, достигнутые в выполнении заданий одиннадцатой пятилетки и социалистических обязательств, Хомичева Антонина Георгиевна была награждена орденом Трудовой Славы I степени. Стала полным кавалером Ордена Трудовой Славы.
Находится на пенсии. Отработала на Косинской трикотажной фабрике более 40 лет.
Проживает в городе Люберцы.

## Награды и звания
- Орден Трудовой Славы I степени (23.05.1986);
- Орден Трудовой Славы II степени (17.03.1981);
- Орден Трудовой Славы III степени (27.04.1975);
- медали.